# Campionato Italiano Football Americano Femminile 2015
La stagione 2015 del Campionato CIFAF, è la 3ª edizione del campionato di Football Americano femminile organizzato sotto l'egida della FIDAF.
Il torneo inizierà il 19 aprile 2015, e terminerà il 4 luglio 2015 con la disputa del III Rose Bowl Italia al Velodromo Maspes-Vigorelli di Milano.
Al campionato partecipano 8 squadre, divise in 2 gironi. Le prime qualificate di ogni girone accedono direttamente alle semifinali, mentre le seconde e terze classificate disputano una wild card.
La squadra vincitrice del campionato è il One Team che ha superato in finale la squadra di Bologna, le Neptunes.

## Team iscritti
1. Elfe Firenze
2. Fenici Ferrara
3. Lobsters Pescara
4. Le Marines Lazio
5. Neptunes Bologna
6. One Team Verona
7. Red Rogues Sarzana
8. Vibrie Salento

## Calendario

### Stagione regolare

#### 1ª giornata
| Verona 19 aprile 2015, ore 14:00 | One Team Verona | 15 – 12 (0-6 0-0 2-6 13-0) | Neptunes Bologna | Centro Sportivo "M. Gavagnin" |

| Ferrara 19 aprile 2015, ore 14:30 | Fenici Ferrara | 6 – 14 (0-8 6-6 0-0 0-0) | Le Marines Lazio | Mike Wyatt Field |

| Lequile 26 aprile 2015, ore 15:00 | Vibrie Salento | 12 – 2 (0-0 0-2 12-0 0-0) | Lobsters Pescara | Centro Sportivo |

| Firenze 3 maggio 2015, ore 16:30 | Elfe Firenze | 0 – 21 (0-0 0-0 0-7 0-14) | Red Rogues Sarzana | Guelfi Stadium |

#### 2ª giornata
| Sarzana 10 maggio 2015 | Red Rogues Sarzana | 0 – 13 (0-6 0-7 0-0 0-0) | Neptunes Bologna | C.S. Berghini |

| Città Sant'Angelo 10 maggio 2015, ore 12:30 | Lobsters Pescara | 0 – 20 (0-0 0-6 0-8 0-6) | Le Marines Lazio | C.S. Poggio degli Ulivi |

| Città Sant'Angelo 10 maggio 2015, ore 14:30 | Vibrie Salento | 6 – 39 (0-13 0-13 6-6 0-7) | Fenici Ferrara | C.S. Poggio degli Ulivi |

| Milano 10 maggio 2015, ore 15:30 | One Team Verona | 64 – 6 (8-0 22-0 14-0 20-6) | Elfe Firenze | Velodromo Maspes-Vigorelli |

#### 3ª giornata
| Bologna 23 maggio 2015, ore 18:00 | Neptunes Bologna | 28 – 0 (7-0 6-0 8-0 7-0) | Elfe Firenze | Centro Sportivo Dozza |

| Sarzana 23 maggio 2015, ore 21:00 | Red Rogues Sarzana | 18 – 25 (6-0 0-19 6-0 6-6) | One Team Verona | Centro Sportivo Berghini |

| Città Sant'Angelo 24 maggio 2015, ore 14:30 | Lobsters Pescara | 18 – 33 (6-0 6-6 0-13 6-14) | Fenici Ferrara | Centro Sportivo Poggio degli Ulivi |

| Roma 31 maggio 2015, ore 13:00 | Le Marines Lazio | 28 – 20 (6-6 14-0 8-6 0-8) | Vibrie Salento | G.S. Polizia Municipale |

#### Classifiche
La classifica della regular season è la seguente:
- PCT = percentuale di vittorie, G = partite giocate, V = partite vinte, P = partite perse, PF = punti fatti, PS = punti subiti
- La qualificazione ai playoff è indicata in verde

##### Girone Nord
| Pos. | Team               | %V    | G | V | P | PF  | PS  |
| ---- | ------------------ | ----- | - | - | - | --- | --- |
| 1    | One Team Verona    | 1.000 | 3 | 3 | 0 | 104 | 36  |
| 2    | Neptunes Bologna   | 0.500 | 3 | 2 | 1 | 53  | 15  |
| 3    | Red Rogues Sarzana | 0.500 | 3 | 1 | 2 | 39  | 38  |
| 4    | Elfe Firenze       | 0.000 | 3 | 0 | 3 | 6   | 113 |

##### Girone Sud
| Pos. | Team             | %V    | G | V | P | PF | PS |
| ---- | ---------------- | ----- | - | - | - | -- | -- |
| 1    | Le Marines Lazio | 1.000 | 3 | 3 | 0 | 62 | 26 |
| 2    | Fenici Ferrara   | 0.500 | 3 | 2 | 1 | 78 | 38 |
| 3    | Vibrie Salento   | 0.500 | 3 | 1 | 2 | 38 | 69 |
| 4    | Lobsters Pescara | 0.000 | 3 | 0 | 3 | 20 | 65 |

### Playoff

#### Tabellone
|  | Wild Card | Wild Card          | Wild Card        |                  |                 | Semifinale      | Semifinale      | Semifinale |  |  | III° Rose Bowl Italia | III° Rose Bowl Italia | III° Rose Bowl Italia |  |
|  |           |                    |                  |                  |                 |                 |                 |            |  |  |                       |                       |                       |  |
|  |           |                    |                  |                  |                 | 1n              | One Team Verona | 26         |  |  |                       |                       |                       |  |
|  |           |                    |                  |                  |                 | 1n              | One Team Verona | 26         |  |  |                       |                       |                       |  |
|  |           |                    |                  | Fenici Ferrara   | 6               |                 |                 |            |  |  |                       |                       |                       |  |
|  | 2s        | Fenici Ferrara     | 34               | Fenici Ferrara   | 6               |                 |                 |            |  |  |                       |                       |                       |  |
|  | 2s        | Fenici Ferrara     | 34               |                  |                 |                 |                 |            |  |  |                       |                       |                       |  |
|  | 3n        | Red Rogues Sarzana | 7                |                  |                 |                 |                 |            |  |  |                       |                       |                       |  |
|  | 3n        | Red Rogues Sarzana | 7                |                  | One Team Verona | One Team Verona | 43              |            |  |  |                       |                       |                       |  |
|  |           |                    |                  |                  |                 |                 |                 |            |  |  |                       |                       |                       |  |
|  |           |                    | Neptunes Bologna | Neptunes Bologna | 6               |                 |                 |            |  |  |                       |                       |                       |  |
|  |           |                    |                  | Neptunes Bologna | 6               |                 |                 |            |  |  |                       |                       |                       |  |
|  |           |                    |                  |                  |                 |                 |                 |            |  |  |                       |                       |                       |  |
|  |           |                    |                  |                  |                 |                 |                 |            |  |  |                       |                       |                       |  |
|  |           | 1s                 | Le Marines Lazio | 0                |                 |                 |                 |            |  |  |                       |                       |                       |  |
|  |           |                    |                  | 0                |                 |                 |                 |            |  |  |                       |                       |                       |  |
|  |           |                    |                  | Neptunes Bologna | 31              |                 |                 |            |  |  |                       |                       |                       |  |
|  | 2n        | Neptunes Bologna   | 32               | Neptunes Bologna | 31              |                 |                 |            |  |  |                       |                       |                       |  |
|  | 2n        | Neptunes Bologna   | 32               |                  |                 |                 |                 |            |  |  |                       |                       |                       |  |
|  | 3s        | Vibrie Salento     | 0                |                  |                 |                 |                 |            |  |  |                       |                       |                       |  |

#### Wild Card
| Bologna 7 giugno 2015, ore 15.00 | Neptunes Bologna | 34 – 7 (12-0 8-0 12-0 0-0) | Vibrie Salento | Centro Sportivo Dozza |

| Ferrara 7 giugno 2015, ore 16:00 | Fenici Ferrara | 34 – 7 (14-7 14-0 0-0 6-0) | Red Rogues Sarzana | Mike Wyatt Field |

#### Semifinali
| Verona 20 giugno 2015, ore 20.30 | One Team Verona | 26 – 6 (13-6 6-0 0-0 7-0) | Fenici Ferrara | C.S. Avesani |

| Roma 21 giugno 2015, ore 17:30 | Le Marines Lazio | 0 – 31 | Neptunes Bologna | G.S. Polizia Municipale |

#### III Rose Bowl Italia
| Milano 4 luglio 2015 | Neptunes Bologna | 6 – 43 | One Team Verona | Velodromo Maspes-Vigorelli |